# Tipula pachyprocta
Tipula pachyprocta är en tvåvingeart som beskrevs av Friedrich Hermann Loew 1873. Tipula pachyprocta ingår i släktet Tipula och familjen storharkrankar. Inga underarter finns listade i Catalogue of Life.